# Kalendarium rządu Waldemara Pawlaka
Kalendarium rządu Waldemara Pawlaka opisuje powołanie rządu Waldemara Pawlaka, zmiany na stanowiskach ministrów, sekretarzy stanu, podsekretarzy stanu, wojewodów i wicewojewodów a także zmiany personalne na kierowniczych stanowiskach w urzędach centralnych podległych Radzie Ministrów.

## Zmiany w rządzie
Lista zmian personalnych na stanowiskach ministrów, sekretarzy stanu i podsekretarzy stanu.

### Rok 1993
| Powołanie | Odwołanie            |
| 26 października 1993 | 26 października 1993 |
| --- | -------------------- |
| - Marka Borowskiego na urzędy wiceprezesa Rady Ministrów i ministra finansów, - Włodzimierza Cimoszewicza na urzędy wiceprezesa Rady Ministrów oraz ministra sprawiedliwości i prokuratora generalnego, - Aleksandra Łuczaka na urzędy wiceprezesa Rady Ministrów i ministra edukacji narodowej, - Władysława Bartoszewskiego na urząd ministra spraw zagranicznych, - Barbary Blidy na urząd ministra gospodarki przestrzennej i budownictwa, - Kazimierza Dejmka na urząd ministra kultury i sztuki, - Wiesława Kaczmarka na urząd ministra przekształceń własnościowych, - Witolda Karczewskiego na urząd przewodniczącego Komitetu Badań Naukowych, - Piotra Kołodziejczyka na urząd ministra obrony narodowej, - Bogusława Liberadzkiego na urząd ministra transportu i gospodarki morskiej, - Andrzeja Milczanowskiego na urząd ministra spraw wewnętrznych, - Leszka Millera na urząd ministra pracy i polityki socjalnej, - Andrzeja Olechowskiego na urząd ministra spraw zagranicznych, - Mirosława Pietrewicza na urząd ministra-kierownik Centralnego Urzędu Planowania, - Lesława Podkańskiego na urząd współpracy gospodarczej z zagranicą, - Marka Pola na urząd ministra przemysłu i handlu, - Michała Strąka na urząd ministra-szef Urzędu Rady Ministrów, - Andrzeja Śmietanko na urząd rolnictwa i gospodarki żywnościowej, - Andrzeja Zielińskiego na urząd ministra łączności, - Stanisława Żelichowskiego na urząd ministra ochrony środowiska, zasobów naturalnych i leśnictwa, - Ryszarda Żochowskiego na urząd ministra zdrowia i opieki społecznej. | –                    |

### Rok 1994
| Powołanie                                                                     | Odwołanie |
| 8 lutego 1994                                                                 | 8 lutego 1994 |
| ----------------------------------------------------------------------------- | --- |
| - Henryka Chmielaka na stanowisko kierownika resortu finansów.                | - Marka Borowskiego z urzędów wiceprezesa Rady Ministrów i ministra finansów (powołany na te urzędy 26 października 1993). |
| 28 kwietnia 1994                                                              | |
| - Grzegorza Kołodki na urzędy wiceprezesa Rady Ministrów i ministra finansów. | – |
| 10 listopada 1994                                                             | |
| –                                                                             | - Piotra Kołodziejczyka z urzędu ministra obrony narodowej (powołany na ten urząd 26 października 1993).                   |

### Rok 1995
| Powołanie    | Odwołanie |
| 6 marca 1995 | 6 marca 1995 |
| ------------ | --- |
| –            | - Grzegorza Kołodki z urzędów wiceprezesa Rady Ministrów i ministra finansów (powołany na te urzędy 26 października 1993), - Włodzimierza Cimoszewicza z urzędów wiceprezesa Rady Ministrów oraz ministra sprawiedliwości i prokuratora generalnego (powołany na te urzędy 26 października 1993), - Aleksandra Łuczaka z urzędów wiceprezesa Rady Ministrów i ministra edukacji narodowej (powołany na te urzędy 26 października 1993), - Władysława Bartoszewskiego z urzędu ministra spraw zagranicznych (powołany na ten urząd 26 października 1993), - Barbary Blidy z urzędu ministra gospodarki przestrzennej i budownictwa (powołana na ten urząd 26 października 1993), - Kazimierza Dejmka z urzędu ministra kultury i sztuki (powołany na ten urząd 26 października 1993), - Wiesława Kaczmarka z urzędu ministra przekształceń własnościowych (powołany na ten urząd 26 października 1993), - Witolda Karczewskiego z urzędu przewodniczącego Komitetu Badań Naukowych (powołany na ten urząd 26 października 1993), - Bogusława Liberadzkiego z urzędu ministra transportu i gospodarki morskiej (powołany na ten urząd 26 października 1993), - Andrzeja Milczanowskiego z urzędu ministra spraw wewnętrznych (powołany na ten urząd 26 października 1993), - Leszka Millera z urzędu ministra pracy i polityki socjalnej (powołany na ten urząd 26 października 1993), - Andrzeja Olechowskiego z urzędu ministra spraw zagranicznych (powołany na ten urząd 26 października 1993), - Mirosława Pietrewicza z urzędu ministra-kierownik Centralnego Urzędu Planowania (powołany na ten urząd 26 października 1993), - Lesława Podkańskiego z urzędu współpracy gospodarczej z zagranicą (powołany na ten urząd 26 października 1993), - Marka Pola z urzędu ministra przemysłu i handlu (powołany na ten urząd 26 października 1993), - Michała Strąka z urzędu ministra-szef Urzędu Rady Ministrów (powołany na ten urząd 26 października 1993), - Andrzeja Śmietanko z urzędu rolnictwa i gospodarki żywnościowej (powołany na ten urząd 26 października 1993), - Andrzeja Zielińskiego z urzędu ministra łączności (powołany na ten urząd 26 października 1993), - Stanisława Żelichowskiego z urzędu ministra ochrony środowiska, zasobów naturalnych i leśnictwa (powołany na ten urząd 26 października 1993), - Ryszarda Żochowskiego z urzędu ministra zdrowia i opieki społecznej (powołany na ten urząd 26 października 1993). |